# Edda Moser
Edda Elisabeth Moser (ur. 27 października 1938 w Berlinie) – niemiecka śpiewaczka, sopran.

## Życiorys
Córka muzykologa Hansa Joachima Mosera. Studiowała w konserwatorium w Berlinie u Hermanna Weissenborna i Gerty König. Na scenie zadebiutowała w 1962 roku w berlińskiej Städtische Oper w roli Kate Pinkerton w Madame Butterfly Giacomo Pucciniego. W kolejnych latach występowała w Würzburgu, Hamburgu, Hagen, Bielefeldzie, Monachium i we Frankfurcie nad Menem. W 1968 roku wystąpiła po raz pierwszy na festiwalu w Salzburgu jako Wellgunda w realizacji Złota Renu Richarda Wagnera pod batutą Herberta von Karajana. Koncertowała m.in. w Wiedniu, Paryżu, Genewie i Moskwie. Występowała też w nowojorskiej Metropolitan Opera (Wellgunda w Złocie Renu 1968, Królowa Nocy w Czarodziejskim flecie 1970).
Zasłynęła przede wszystkim rolami w operach W.A. Mozarta, w tym jako Donna Anna w Don Giovannim i Konstancja w Uprowadzeniu z seraju. Śpiewała też czołowe partie w Elektrze, Salome i Ariadnie na Naksos Richarda Straussa oraz Jenůfie Leoša Janáčka. Nie unikała także repertuaru współczesnego, biorąc udział w prawykonaniach m.in. Requiem für einen jungen Dichter Bernda Aloisa Zimmermanna (1969), Das Floß der Medusa Hansa Wernera Henzego (1971) i Omphale Siegfrieda Matthusa (1979).

## Odznaczenia
- Order Zasługi Saksonii-Anhaltu (2014)[4]
- Krzyż Zasługi Republiki Federalnej Niemiec (2019)[5]